# Eugênio Gomes
Eugênio Gomes (Ipirá, 15 de novembro de 1897 — Rio de Janeiro, 7 de maio de 1972) foi um escritor e crítico literário brasileiro.
Nascido e criado no interior da Bahia, menino, ainda, interessou-se por literatura. Em Santo Amaro da Purificação, refestelou-se na lendária biblioteca do Barão de Vila Viçosa. Com Artur de Sales, poeta e tradutor, aprendeu a admirar Shakespeare.
Perito por profissão, continuou a desempenhar a tarefa quando se transferiu a Salvador. Lá, participou ao lado de Carlos Chiacchio da introdução do Modernismo na Bahia. Leu à exaustão as literaturas francesa, espanhola, italiana, portuguesa, grega, latina e inglesa. Tornou-se crítico literário, dedicando-se, principalmente, em termos de Literatura Brasileira, às obras de Castro Alves e Machado de Assis. Sua especialidade foi a crítica comparada. Ainda na década de 1920, publicou seu primeiro livro.
Foi diretor do IAPC em Salvador, de 1936 a 1940; foi redator da revista Seleções do Reader's Digest em Nova Iorque, de 1946 a 1947; secretário do Ministro da Educação e Saúde, Clemente Mariani, de 1947 a 1950; foi Adido Cultural na Embaixada Brasileira em Madri, na Espanha, quando viajou pela Europa; recebeu o prêmio Machado de Assis, da Academia Brasileira de Letras, em 1950, pelo conjunto de obra; foi diretor do IAPC no Rio de Janeiro em 1951; foi diretor da Biblioteca Nacional de 1951 a 1956; foi diretor do centro de pesquisas e, então, da Casa de Rui Barbosa em 1960.

## Obras
- Moema (poesia), 1928.
- Um grande poeta inglês (crítica literária), 1930.
- D.H. Lawrence e outros (crítica), 1937.
- Influências inglesas em Machado de Assis (crítica), 1939.
- Espelho contra espelho (crítica), 1949.
- O romancista e o ventríloquo (crítica), 1953.
- Prata da casa (crítica), 1953.
- O romantismo inglês (crítica), 1956.
- Vieira (antologia Nossos Clássicos), 1957.
- Visões e revisões (crítica), 1958.
- Machado de Assis (antologia, crônica, Nossos Clássicos), 1958.
- Aspectos do romance brasileiro (crítica), 1958.
- Ensaio, 1958.
- Obra completa de Castro Alves (antologia Nossos Clássicos), 1960.
- Shakespeare no Brasil (crítica comparada), 1961.
- A neve e o girassol (ensaio), 1967.
- O enigma de Capitu (crítica), 1968.
- O mundo de minha infância, 1969.
- A Literatura no Brasil (colaborando com Afrânio Coutinho).